# 徳島大薬
徳島大薬株式会社（とくしまだいやく）は、徳島県徳島市川内町に本社を置いていた医薬品卸売会社。
現在は東邦薬品グループの一社「株式会社幸燿」である。

## 概要
- 本社：〒771-0130 徳島県徳島市川内町加賀須野463-23
- 代表取締役社長：平川明博
- 設立：1949年（昭和24年）10月1日
- 営業所：徳島市、美馬郡脇町（現美馬市）

## 沿革
- 1949年（昭和24年）10月1日 - 塩野義系の大阪薬品株式会社の徳島出張所として創業。
- 1956年（昭和31年）9月17日 - 社名を「徳島大薬株式会社」に変更。
- 1963年（昭和38年）6月 - 「大鵬薬品工業株式会社」（大塚製薬と全国の主要卸業者が出資して設立された企業である）設立。同社と徳島地区独占販売契約を締結。大鵬薬品は1県1社代理店制度を採用する。
- 1988年（昭和63年）3月16日 - 恭生薬品株式会社の徳島県の営業権を譲り受ける。同時に社名を「株式会社トクヤク」に変更。

## 事業展開

### 恭生薬品株式会社
- 社名：恭生薬品株式会社（きょうせいやくひん）
- 本社：〒771-0138 徳島県徳島市川内町平石流通団地70
- 代表取締役社長：岡本善雄
- 設立：1978年（昭和53年）6月13日
- 営業所：徳島市、麻植郡、阿南市

#### 沿革
- 1978年（昭和53年）06月13日 - 資本金3,000万円で「恭生薬品株式会社」を設立。塩野義系の特約店「徳島大薬」に勤務していた2名の役員と一部社員が退職により、徳島県鳴門市撫養町小桑島字前浜28-11にて全員出資にて設立。
- 1988年（昭和63年）03月16日 - 徳島大薬株式会社に徳島県の営業権を譲渡。

## 主な取引メーカー
- 塩野義製薬
- 大鵬薬品工業
- 大塚製薬
- 萬有製薬
- 中外製薬

## 備考
- 塩野義系の特約店大阪薬品株式会社の社長、中野近夫が徳島県美馬郡脇町の出身であったため、徳島市蔵本元町1丁目に同社の徳島出張所を設立。
- 同社の目的は、塩野義製品を県下の医療機関に拡大販売するのが目的であった。